# دهستان جونقان
 دهستان جونقان از توابع بخش جونقان، شهرستان فارسان در استان چهارمحال و بختیاری ایران است.

## جمعیت
با توجه به اینکه این دهستان در تقسیمات جدید شهرستان فارسان ایجاد شده است آمار دقیقی از جمعیت آن در دسترس نیست.

## روستاهای دهستان
- گوشه
- چغاهست
- شهرك صنعتی جونقان